# Megaleledone
Megaleledone is een geslacht van inktvissen uit de familie van Megaleledonidae.

## Soorten
- Megaleledone setebos (Robson, 1932)

### Synoniemen
- Megaleledone senoi Iw. Taki, 1961 => Megaleledone setebos (Robson, 1932)